# Puchar Kontynentalny w kombinacji norweskiej 2014/2015
Sezon 2014/2015 Pucharu Kontynentalnego w kombinacji norweskiej rozpoczął się 12 grudnia 2014 w amerykańskim Park City, zaś ostatnie zawody z tego cyklu odbyły się 8 marca 2015 w rosyjskim Czajkowskim. Zaplanowano 18 konkursów, w tym dwa sprinty drużynowe.
Tytułu najlepszego zawodnika bronił Austriak Tomaž Druml.

## Kalendarz i wyniki
| Lp. | Data             | Miejscowość | Konkurencja                     | 1. miejsce                                               | 2. miejsce                                          | 3. miejsce                                         |
| --- | ---------------- | ----------- | ------------------------------- | -------------------------------------------------------- | --------------------------------------------------- | -------------------------------------------------- |
| 1.  | 12 grudnia 2014  | Park City   | Gundersen HS100/10 km           | Tomaž Druml                                              | Lukas Greiderer                                     | Marco Pichlmayer                                   |
| 2.  | 13 grudnia 2014  | Park City   | Gundersen HS100/10 km           | Tomaž Druml                                              | Lukas Runggaldier                                   | Yūsuke Minato                                      |
| 3.  | 14 grudnia 2014  | Park City   | Gundersen HS100/10 km           | Odwołano                                                 | Odwołano                                            | Odwołano                                           |
| 4.  | 10 stycznia 2015 | Høydalsmo   | Gundersen HS94/10 km            | Truls Sønstehagen Johansen                               | Paul Gerstgraser                                    | Sepp Schneider                                     |
| 5.  | 11 stycznia 2015 | Høydalsmo   | Gundersen HS94/10 km            | Paul Gerstgraser                                         | Espen Andersen                                      | Gudmund Storlien                                   |
| 6.  | 17 stycznia 2015 | Falun       | Sprint drużynowy HS100/2x7,5 km | Norwegia I Gudmund Storlien · Truls Sønstehagen Johansen | Norwegia II Sindre Ure Søtvik · Ole Martin Storlien | Austria I Alexander Brandner · Tobias Kammerlander |
| 7.  | 18 stycznia 2015 | Falun       | Gundersen HS100/10 km           | Truls Sønstehagen Johansen                               | Ole Martin Storlien                                 | Espen Andersen                                     |
| 8.  | 24 stycznia 2015 | Planica     | Gundersen HS139/10 km           | Tobias Simon                                             | Sindre Ure Søtvik                                   | Ole Martin Storlien                                |
| 9.  | 25 stycznia 2015 | Planica     | Gundersen HS139/10 km           | Sindre Ure Søtvik                                        | Lukas Greiderer                                     | Truls Sønstehagen Johansen                         |
| 10. | 14 lutego 2015   | Ramsau      | Gundersen HS98/10 km            | Taylor Fletcher                                          | Paul Gerstgraser                                    | Espen Andersen                                     |
| 11. | 15 lutego 2015   | Ramsau      | Gundersen HS98/10 km            | Espen Andersen                                           | Gudmund Storlien                                    | Sindre Ure Søtvik                                  |
| 12. | 21 lutego 2015   | Klingenthal | Sprint drużynowy HS140/2x7,5 km | Austria II Mario Seidl · Paul Gerstgraser                | Norwegia I Jarl Magnus Riiber · Espen Bjørnstad     | Austria I Alexander Brandner · Lukas Greiderer     |
| 13. | 22 lutego 2015   | Klingenthal | Gundersen HS140/10 km           | Jarl Magnus Riiber                                       | Eero Hirvonen                                       | Mario Seidl                                        |
| 14. | 28 lutego 2015   | Ruka        | Gundersen HS142/10 km           | Bernhard Flaschberger                                    | Mario Seidl                                         | Gudmund Storlien                                   |
| 15. | 1 marca 2015     | Ruka        | Gundersen HS142/10 km           | Lukas Greiderer                                          | Gudmund Storlien                                    | Sindre Ure Søtvik                                  |
| 16. | 6 marca 2015     | Czajkowskij | Gundersen HS140/10 km           | Fabian Steindl                                           | Harald Lemmerer                                     | Martin Fritz                                       |
| 17. | 7 marca 2015     | Czajkowskij | Gundersen HS140/10 km           | Harald Lemmerer                                          | Martin Fritz                                        | Franz-Josef Rehrl                                  |
| 18. | 8 marca 2015     | Czajkowskij | Gundersen HS140/15 km           | Fabian Steindl                                           | Tobias Simon                                        | Harald Lemmerer                                    |

## Wyniki reprezentantów Polski
| Zawodnik | Park City 12.12 | Park City 13.12 | Høydalsmo 10.01 | Høydalsmo 11.01 | Falun 18.01 | Planica 24.01 | Planica 25.01 | Ramsau 14.02 | Ramsau 15.02 | Klingenthal 22.02 | Ruka 28.02 | Ruka 01.03 | Czajkowski 06.03 | Czajkowski 07.03 | Czajkowski 08.03 |
| Marcin Budz | –               | –               | –               | –               | –           | –             | –             | –            | 50           | –                 | –          | –          | –                | –                | –                |
| Adam Cieślar | –               | –               | –               | –               | –           | –             | –             | 4            | 9            | –                 | –          | –          | –                | –                | –                |
| Michał Gut-Chowaniec | –               | –               | –               | –               | 41          | –             | –             | –            | –            | 46                | –          | –          | –                | –                | –                |
| Kacper Kupczak | –               | –               | –               | –               | 47          | –             | –             | –            | –            | 45                | –          | –          | –                | –                | –                |
| Szczepan Kupczak | –               | –               | –               | –               | –           | –             | –             | 24           | 18           | –                 | –          | –          | –                | –                | –                |
| Jan Łowisz | –               | –               | –               | –               | 35          | –             | –             | –            | –            | 41                | –          | –          | –                | –                | –                |
| Wojciech Marusarz | –               | –               | –               | –               | –           | –             | –             | 49           | –            | –                 | –          | –          | –                | –                | –                |
| Michał Pytel | –               | –               | –               | –               | 46          | –             | –             | –            | –            | –                 | –          | –          | –                | –                | –                |
| Paweł Słowiok | –               | –               | –               | –               | –           | –             | –             | 21           | 21           | 36                | –          | –          | –                | –                | –                |
| 1-3 4-30 poniżej 30 dnf – Zawodnik nie ukończył biegu. dns – Zawodnik nie pojawił się na starcie biegu. DNS – Zawodnik nie wystąpił w konkursie głównym.. dsq – Zawodnik został zdyskwalifikowany w konkursie głównym. |                 |                 |                 |                 |             |               |               |              |              |                   |            |            |                  |                  |                  |
| 1 Zawodnik został zdyskwalifikowany po skoku/przed skokiem za nieodpowiedni z regulaminem kombinezon.. |                 |                 |                 |                 |             |               |               |              |              |                   |            |            |                  |                  |                  |

## Klasyfikacje
| Lp.  | Zawodnik                   | Punkty |
| ---- | -------------------------- | ------ |
| 1.   | Lukas Greiderer            | 528    |
| 2.   | Harald Lemmerer            | 484    |
| 3.   | Gudmund Storlien           | 462    |
| 4.   | Truls Sønstehagen Johansen | 460    |
| 5.   | Sindre Ure Søtvik          | 446    |
| 6.   | Franz-Josef Rehrl          | 425    |
| 7.   | Tomaž Druml                | 422    |
| 8.   | Fabian Steindl             | 371    |
| 9.   | Tobias Simon               | 347    |
| 10.  | Espen Andersen             | 338    |
| 11.  | Paul Gerstgraser           | 326    |
| 12.  | Ole Martin Storlien        | 303    |
| 13.  | Martin Fritz               | 276    |
| 14.  | Bernhard Flaschberger      | 254    |
| 15.  | Paul Hanf                  | 252    |
| . .. |                            |        |
| 46.  | Adam Cieślar               | 79     |
| 74.  | Paweł Słowiok              | 20     |
| 74.  | Szczepan Kupczak           | 20     |

| Lp. | Państwo           | Punkty |
| --- | ----------------- | ------ |
| 1.  | Austria           | 4453   |
| 2.  | Norwegia          | 3028   |
| 3.  | Niemcy            | 1816   |
| 4.  | Francja           | 692    |
| 5.  | Finlandia         | 686    |
| 6.  | Rosja             | 495    |
| 7.  | Japonia           | 448    |
| 8.  | Włochy            | 280    |
| 9.  | Stany Zjednoczone | 257    |
| 10. | Czechy            | 136    |
| 11. | Polska            | 119    |
| 12. | Estonia           | 105    |
| 13. | Słowenia          | 35     |
| 14. | Ukraina           | 17     |